# Stellaria sennii
Stellaria sennii är en nejlikväxtart som beskrevs av Emilio Chiovenda. Stellaria sennii ingår i släktet stjärnblommor, och familjen nejlikväxter. Inga underarter finns listade i Catalogue of Life.